# Січна площина

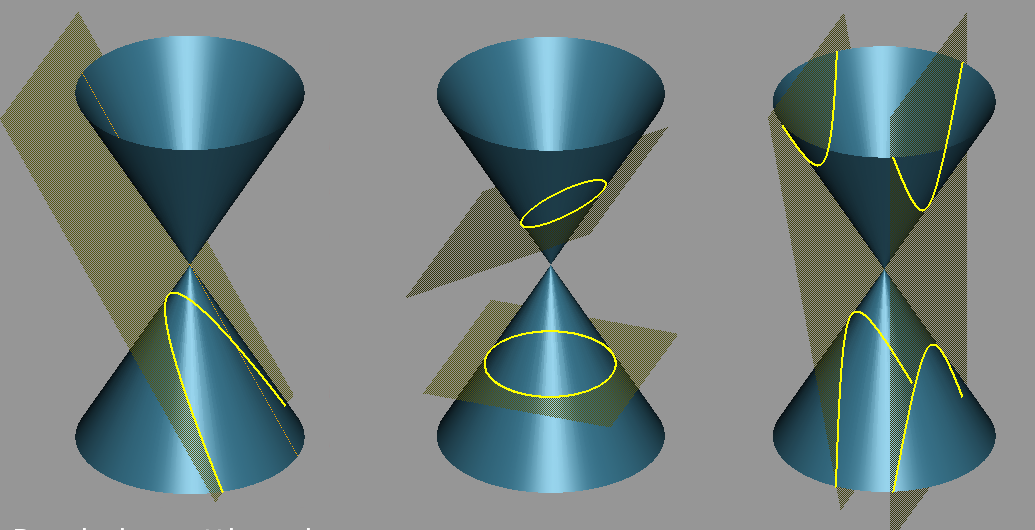
Різні положення січної площини відносно конуса (утворення конічних перетинів)

Січна площина — площина, якою умовно розсікають об'єкт для виявлення його форми.